# Reykjavík
Reykjavík (/ˈreiːcaˌviːk/) là thủ đô của Iceland, và là thành phố lớn nhất của quốc gia này và có vĩ độ 64°08' Bắc, là thủ đô quốc gia có vĩ độ cao nhất thế giới. Thành phố này nằm ở Tây Nam Iceland, bên bờ vịnh Faxaflói. Với dân số hơn 117.000 người, đây là trung tâm của các hoạt động chính quyền, kinh tế của đảo quốc Iceland.
Người ta tin rằng Reykjavík là nơi có khu định cư lâu dài đầu tiên ở Iceland và, theo Ingólfur Arnarson, được thiết lập khoảng năm 874 CN. Cho đến thế kỷ 18, không có sự phát triển đô thị ở vị trí ngày nay là thành phố. Thành phố này đã được thành lập năm 1786 làm một đô thị buôn bán chính thức và nó đã tăng trưởng đều đặn trong các thập kỷ sau và chuyển thành một trung tâm vùng sau đó là trung tâm quốc gia về các hoạt động thương mại, dân số và chính quyền.
Ngày nay, Reykjavík là trung tâm của Vùng đại Reykjavík với dân số hơn 190.000 và đến nay là vùng đô thị lớn nhất ở Iceland. Là một thủ đô của một trong những quốc gia phát triển nhất thế giới, dân cư thành phố Reykjavík được hưởng một chế độ phúc lợi và hạ tầng hạng nhất. Vị trí của thành phố, chỉ hơi lệch về phía Nam của vòng Bắc Cực, chỉ nhận được 4h ban ngày mỗi ngày vào mùa Đông; vào mùa Hè thì đêm hầu như trắng như ban ngày. Thành phố này vẫn tiếp tục chứng kiến sự gia tăng dân số trong 10 năm qua cũng như sự tăng trưởng của lĩnh vực thương mại và công nghiệp.

## Địa lý
Reykjavík nằm ở Tây Nam Iceland bên bờ vịnh Faxaflói. Bờ biển vùng Reykjavík có trưng bằng các bán đảo, vịnh nhỏ, eo biển và các đảo.
Trong thời kỳ Băng Hà (cách đây 10.000 năm), một tảng băng lớn đã bao phủ một phần của khu vực mà ngày nay là thành phố, kéo dài đến tận Álftanes. Những khu vực khác của thành phố vị nước biển bao phủ. Trong những thời kỳ ấm áp cuối Kỷ Băng Hà, một số ngọn đồi như Öskjuhlíð đã là đảo. Mực nước biển trước đây có đặc trưng bằng các trầm tích (với các con trai) đến tận f.ex. tại Öskjuhlíð lên đến mức hiện nay có độ cao 43m trên mực nước biển. Các ngọn đồi Öskjuhlíð và Skólavörðuholt dường như là tàn tích của các núi lửa che chắn trước đây đã hoạt động trong thời kỳ ấm áp của Kỷ Băng Hà.
Sau Kỷ Băng Hà, đất đã trồi lên khi băng tan đi và có hình hài trông như ngày nay.
Nhưng khu vực này vẫn còn bị biến dạng bởi các trận động đất và núi lửa phun trào, giống hiện tượng đã xảy ra như cách đây 4500 năm ở dãy núi Bláfjöll, khi dung nham chảy ra từ Elliðaárvalley chảy ra biển tại vịnh Elliðavogur.
Sông lớn nhất chảy qua Reykjavík là sông Elliðaá, một con sông không thể cho tàu vào được nhưng là sông câu cá hồi tốt nhất ở Iceland. Núi Esja, cao 914 m, là núi cao nhất ở khu vực phụ cận Reykjavík.
Thành phố Reykjavík gần như nằm ở trên bán đảo Seltjarnarnes peninsula, nhưng các khu ngoại ô kéo đến tận phía Nam và Đông xa bán đảo này. Reykjavík là một thành phố trải rộng ra chứ không tập trung, phần lớn khu vực nội thành là dạng mật độ thấp và nhà cửa có khuôn viên rộng rãi, các khoảng không gian giao thông và các khoảng không gian khác rộng rãi.

### Khí hậu
Dù ở cực Bắc của Đại Tây Dương, Reykjavík không lạnh như người ta tưởng. Nhiệt độ giữa Đông không thấp hơn ở Toronto hay Thành phố New York. Lý do là vì thời tiết bờ biển Iceland được các dòng nước ấm của Dòng Gulf điều hòa. Do gần biển nên thành phố này hứng chịu gió và gió bão thì thường xuyên vào mùa Đông. Thành phố này Reykjavík cũng có nhiều mưa với trung bình 213 ngày mưa mỗi năm, với mùa Xuân có ngày nắng nhỉnh hơn.
| Dữ liệu khí hậu của Reykjavík (1961–1990) | Dữ liệu khí hậu của Reykjavík (1961–1990) | Dữ liệu khí hậu của Reykjavík (1961–1990) | Dữ liệu khí hậu của Reykjavík (1961–1990) | Dữ liệu khí hậu của Reykjavík (1961–1990) | Dữ liệu khí hậu của Reykjavík (1961–1990) | Dữ liệu khí hậu của Reykjavík (1961–1990) | Dữ liệu khí hậu của Reykjavík (1961–1990) | Dữ liệu khí hậu của Reykjavík (1961–1990) | Dữ liệu khí hậu của Reykjavík (1961–1990) | Dữ liệu khí hậu của Reykjavík (1961–1990) | Dữ liệu khí hậu của Reykjavík (1961–1990) | Dữ liệu khí hậu của Reykjavík (1961–1990) | Dữ liệu khí hậu của Reykjavík (1961–1990) |
| Tháng                                     | 1                                         | 2                                         | 3                                         | 4                                         | 5                                         | 6                                         | 7                                         | 8                                         | 9                                         | 10                                        | 11                                        | 12                                        | Năm                                       |
| ----------------------------------------- | ----------------------------------------- | ----------------------------------------- | ----------------------------------------- | ----------------------------------------- | ----------------------------------------- | ----------------------------------------- | ----------------------------------------- | ----------------------------------------- | ----------------------------------------- | ----------------------------------------- | ----------------------------------------- | ----------------------------------------- | ----------------------------------------- |
| Cao kỉ lục °C (°F)                        | 9.9 (49.8)                                | 9.4 (48.9)                                | 13.0 (55.4)                               | 14.7 (58.5)                               | 18.8 (65.8)                               | 19.5 (67.1)                               | 24.3 (75.7)                               | 19.9 (67.8)                               | 18.5 (65.3)                               | 13.6 (56.5)                               | 11.3 (52.3)                               | 10.7 (51.3)                               | 24.3 (75.7)                               |
| Trung bình ngày tối đa °C (°F)            | 1.9 (35.4)                                | 2.8 (37.0)                                | 3.2 (37.8)                                | 5.7 (42.3)                                | 9.4 (48.9)                                | 11.7 (53.1)                               | 13.3 (55.9)                               | 13.0 (55.4)                               | 10.1 (50.2)                               | 6.8 (44.2)                                | 3.4 (38.1)                                | 2.2 (36.0)                                | 7.0 (44.6)                                |
| Trung bình ngày °C (°F)                   | −0.5 (31.1)                               | 0.4 (32.7)                                | 0.5 (32.9)                                | 2.9 (37.2)                                | 6.3 (43.3)                                | 9.0 (48.2)                                | 10.6 (51.1)                               | 10.3 (50.5)                               | 7.4 (45.3)                                | 4.4 (39.9)                                | 1.1 (34.0)                                | −0.2 (31.6)                               | 4.3 (39.7)                                |
| Tối thiểu trung bình ngày °C (°F)         | −3.0 (26.6)                               | −2.1 (28.2)                               | −2.0 (28.4)                               | 0.4 (32.7)                                | 3.6 (38.5)                                | 6.7 (44.1)                                | 8.3 (46.9)                                | 7.9 (46.2)                                | 5.0 (41.0)                                | 2.2 (36.0)                                | −1.3 (29.7)                               | −2.8 (27.0)                               | 1.9 (35.4)                                |
| Thấp kỉ lục °C (°F)                       | −19.7 (−3.5)                              | −17.6 (0.3)                               | −16.4 (2.5)                               | −16.4 (2.5)                               | −7.7 (18.1)                               | −0.6 (30.9)                               | 1.4 (34.5)                                | 1.0 (33.8)                                | −4.4 (24.1)                               | −10.6 (12.9)                              | −12.7 (9.1)                               | −16.8 (1.8)                               | −19.7 (−3.5)                              |
| Lượng Giáng thủy trung bình mm (inches)   | 75.6 (2.98)                               | 71.8 (2.83)                               | 81.8 (3.22)                               | 58.3 (2.30)                               | 43.8 (1.72)                               | 50.0 (1.97)                               | 51.8 (2.04)                               | 61.8 (2.43)                               | 66.5 (2.62)                               | 85.6 (3.37)                               | 72.5 (2.85)                               | 78.7 (3.10)                               | 798.8 (31.45)                             |
| Số ngày giáng thủy trung bình (≥ 0.1 mm)  | 19.2                                      | 18.0                                      | 19.7                                      | 18.4                                      | 16.6                                      | 17.4                                      | 17.7                                      | 17.5                                      | 18.2                                      | 20.0                                      | 18.0                                      | 20.1                                      | 221.2                                     |
| Số giờ nắng trung bình tháng              | 26.9                                      | 51.8                                      | 111.1                                     | 140.0                                     | 192.0                                     | 161.3                                     | 171.3                                     | 154.8                                     | 124.8                                     | 83.4                                      | 38.5                                      | 12.1                                      | 1.268,4                                   |
| Nguồn: Icelandic Meteorological Office    |                                           |                                           |                                           |                                           |                                           |                                           |                                           |                                           |                                           |                                           |                                           |                                           |                                           |